# Luigi Soffrido
Luigi Vittorio Soffrido (Tortona, 26 giugno 1921 – Asti, 23 ottobre 1975) è stato un calciatore e allenatore di calcio italiano, di ruolo centrocampista.

## Caratteristiche tecniche
Soffrido giocava come ala o come mezzala; sopperiva con la corsa e l'agonismo alle proprie carenze tecniche.

## Carriera

### Giocatore
Esordisce sedicenne nel Derthona nella stagione 1937-1938. Con i piemontesi ottiene la promozione in Serie C nella stagione 1940-1941, e viene riconfermato anche per le due annate successive in terza serie, fino allo scoppio della seconda guerra mondiale.
Durante il periodo bellico milita nel Cuneo, disputa il Torneo Benefico Lombardo 1945 nelle file del Pavia e alla ripresa dei campionati si trasferisce alla Pro Sesto, dove rimane due stagioni tra i cadetti; nel 1946 viene anche convocato in una rappresentativa nazionale denominata Italia Lavoratori, con cui disputa una partita amichevole contro una selezione polacca. Nel 1947 approda in Serie A all'Alessandria: esordisce il 14 settembre 1947 in Alessandria-Juventus (1-3) e totalizza 21 presenze e 2 reti nel campionato concluso con la retrocessione dei grigi. Rimane ad Alessandria anche nelle due stagioni successive tra i cadetti, facendo registrare il proprio record di marcature (16) nel campionato 1948-1949, e poi per altre due annate in Serie C.
Nel 1952, all'età di 31 anni, lascia i piemontesi e scende in IV Serie, ingaggiato dal Trapani. A causa dell'età avanzata del giocatore e delle condizioni fisiche precarie, l'acquisto suscita diverse polemiche, poi smentite dalle prestazioni sul campo. Soffrido rimane a Trapani per cinque stagioni consecutive, ricoprendo il ruolo di leader dello spogliatoio e assumendo anche l'incarico di allenatore sul finire della stagione 1956-1957; chiude la carriera nel 1960, dopo un biennio nel Derthona e una stagione nella Stradellina.

### Allenatore
Terminata la carriera agonistica, allena per due stagioni il Derthona, subentrando a Mario Pietruzzi nel corso del campionato 1961-1962. Nel 1963 torna a Trapani, anche in questo caso sostituendo un collega (Francesco Lamberti), senza poter evitare la retrocessione in Serie D; due anni più tardi, nel 1965, inizia la stagione sulla panchina dell'Alcamo per poi essere chiamato nuovamente a Trapani in sostituzione dell'allenatore Piacentini. In seguito allena il Lecce (dove viene esonerato alla 10ª giornata) e l'Angolana, con cui ottiene la salvezza nel campionato di Serie D 1969-1970.
Prosegue la carriera sulle panchine di Vis Pesaro, Pro Lanciano, Palmese e Leonzio.

## Palmarès

### Giocatore

#### Competizioni regionali
- Campionato Dilettanti: 1

Derthona: 1957-1958